# Bickenhill
Bickenhill is een civil parish in het bestuurlijke gebied Solihull, in het Engelse graafschap West Midlands met 7153 inwoners.